# 懐進鵬
懐 進鵬（かい しんほう、1962年12月 - ）は、中華人民共和国の官僚、政治家。現職は中華人民共和国教育部部長。

## 経歴
1962年12月、黒竜江省ハルビン市で生まれる。ハルビン市第九中学校を経て、1984年、吉林工業大学（現在の吉林大学）を卒業。1987年ハルビン工業大学にて工学科で修士の学位取得。1993年北京航空航天大学にて工学博士の学位取得。
1986年1月に中国共産党入党。1987年から北京航空航天大学の教壇に立ち、1992年から副教授に嘱任され、1994年から計算機系副主任、教授、計算機系主任、副校長（副学長）、常務副校長（常務副学長）等を歴任。2009年に校長（学長）昇任。
2015年2月、中央に移り、中華人民共和国工業情報化部副部長（次官）に就任。
2016年12月、党務に転じて天津市に赴任し、天津市党委員会副書記に就任した。
2017年8月、中国科学技術協会党組書記に転任。9月には常務副主席、書記処第一書記を兼務する。
2021年7月、中華人民共和国教育部党組書記に転任。8月には部長を兼務する。

## 栄典
- 2009年、中国科学院院士